# Dicranella subfalcularia
Dicranella subfalcularia är en bladmossart som beskrevs av Thériot 1925. Dicranella subfalcularia ingår i släktet jordmossor, och familjen Dicranaceae. Inga underarter finns listade i Catalogue of Life.